# Paul O’Grady

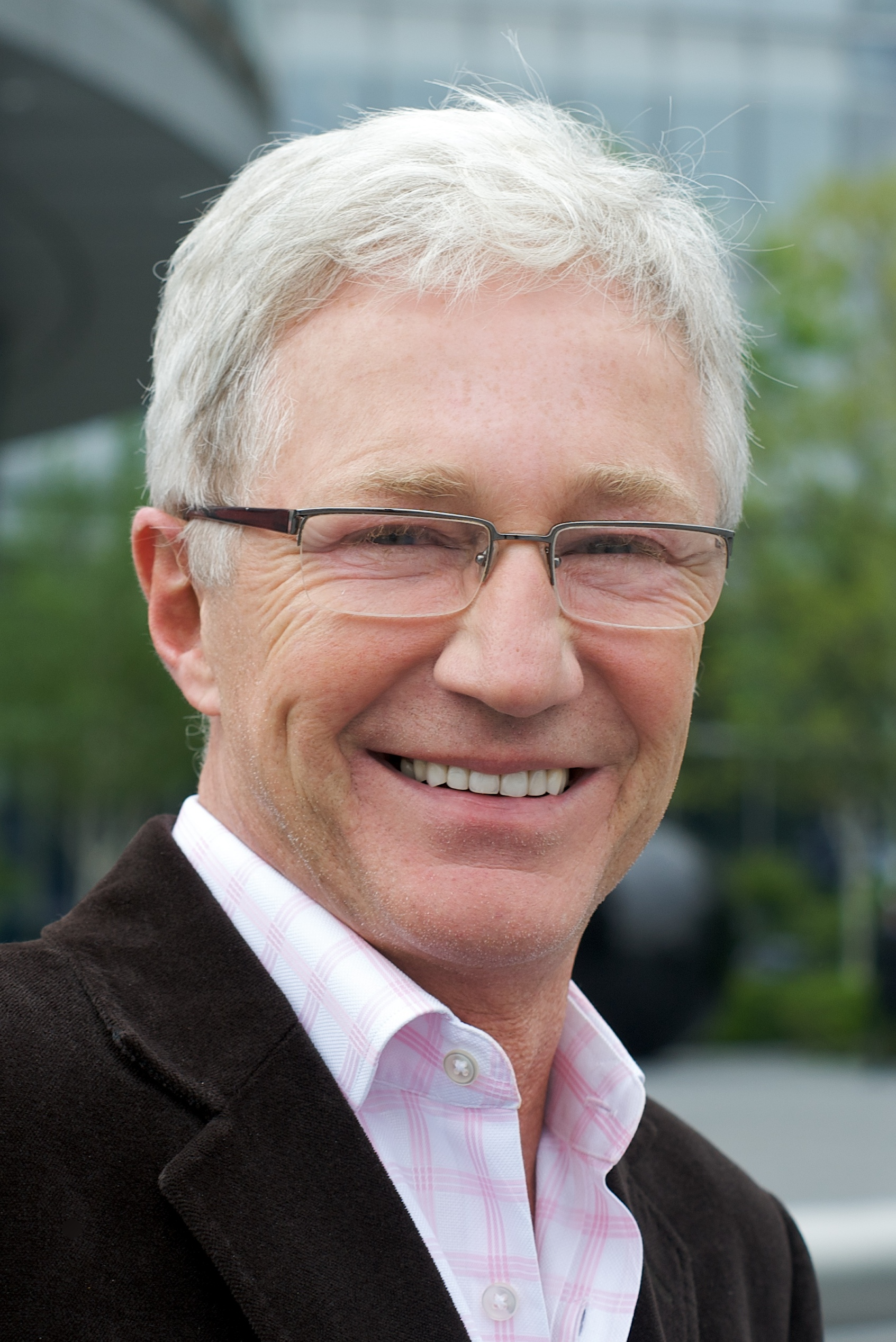
Paul O’Grady (2009)

Paul James O’Grady (* 14. Juni 1955 in Birkenhead; † 28. März 2023) war ein britischer Schauspieler, Fernsehmoderator und Komiker.

## Leben
O’Grady wurde 1955 in Birkenhead geboren und wuchs in Tranmere auf. Er war der Gastgeber der Fernsehsendung The Paul O’Grady Show, die auf ITV im Vereinigten Königreich ausgestrahlt wurde und von 2004 bis 2015 lief. Insbesondere seine Komikerrolle als Dragqueen Lily Savage machte ihn ab den 1980er- und 1990er-Jahren bekannt. Des Weiteren war er Gastgeber der Fernsehspielshow Blankety Blank. 2005 gewann er den British Comedy Award sowie einen British Academy Television Award. 
In erster Ehe war er von 1977 bis 2005 mit Teresa Fernandes verheiratet. In zweiter Ehe heiratete er 2017 André Portasio.

## Bücher
Autobiografie
- At My Mother’s Knee... and Other Low Joints. Bantam Books, London 2008, ISBN 978-0-5930-5988-3.
- The devil rides out. Bantam Books, London 2010, ISBN 978-0-5930-6425-2.